# Bruno Benetton Free Band
Bruno Benetton Free Band je elektronicko/pop rocková skupina založená v roce 2008 v Bratislavě na Slovensku. Zakládajícími členy jsou Michal Novák (Mustafa) a Martin Křížek (kříž). Bruno Benetton Free Band hraje ve složení Tomáš Palonder (zpěv), Michal Novák (kytara, vokály), Martin Krížik (piano, klávesy, vokály) , Juraj Varga (basová kytara, vokály), Michal Danielis (syntezátor, moduly, rhodes), Marek Hradský (sólová kytara) a Michal Uličný (bicí).

## Historie kapely
V roce 2006 se setkal Michal Novák (baskytarista skupiny Vanilla club) a Martin Krížik (zpěvák skupiny Atellier 11) v obchodě s hudebními nástroji. Krížik zahrál Michalu Novákovi své dvě klavírní písně, které si většinou skládal doma pro potěšení na malých varhanech. Tato událost podnítila vznik unikátního hudebního projektu. Krátce nato začaly vznikat v provizorním domácím studiu první demonahrávky jako: „Vykám“, „Iris“, „Aká reč“, „Šťastie“, „Oua he“. Později, v roce 2007, dvojice oslovila Juraje Podmanického, který tehdy působil v kapele Cliché, aby nazpíval demo k písni „Oua he“. Podobné formy spolupráce pokračovaly i v roce 2008 s Antonem Kajan z kapely Spirit Bar a se zpěvákem Jakubem Gabrielem.
Postupně vznikaly nové skladby, a protože Michal Novák v roce 2009 působil v kapele Zé Dos Frangos amerického skladatele a zpěváka Nathana Livelyho, v té době vznikla skladba „Stars Are Memory“, na které Lively spolupracoval.
Koncem roku 2009 přišel přezpívat píseň „You're My Mate“ Tomáš Palonder, který v té době působil na Slovensku po dvouletém pobytu v Londýně. Tato spolupráce se ukázala jako velmi plodná a konstruktivní, a tak postupně v průběhu půl roku Palonder nazpíval 5 písní na již připravované album The Phenomenons of Pop, které zrálo poslední dva, tři roky. Během masteringu finálního CD získala kapela současnou sestavu. Debutové album vyšlo pod hlavičkou CCL a BBFB Music debutové album kapely 10. listopadu 2010. Ve stejném měsíci kapela vyhrála s prvním singlem z tohoto alba „You're My Mate“ celoslovenskou soutěž pořádanou společností T-mobile v rámci projektu T-mobile Music City, a singl vyšel na kompilaci T-Music City volume 1.
26. ledna 2011 se konal oficiální křest CD. Kmotry se stali manželé Grebeňovci, čili Bibiana Grebeňová Šedivá alias DJ Biba_FM a Kamil Grebeň působící v kapelách Venkov a Hugo D'Gen. Na jaře 2011 se dostaly singly „You're My Mate“ a "For Sure" do denního repertoáru Rádia FM a hudební televize Musiq 1.
Bruno Benetton Free Band spolupracuje s umělci z Evropy i Spojených států amerických. Jednu takovou spolupráci je možné vidět v písni „Stars Are Memory“, jejíž videoklip byl natočen v USA a režíroval ho Mark Winslett, pocházející z Austinu ve státě Texas. Text písně napsal americký básník Richard Lance Williams. V roce 2012 byly dva singly z debutového alba „You're My Mate“ a "For Sure" nominovány na Radio Head Awards - ceny rádia FM, kapela byla nominována i v kategorii kapela roku 2011. Videoklip k písni "For Sure" se objevil také v nominacích na nejlepší slovenský videoklip v anketě Slavík za rok 2011. V roce 2012 kapela absolvovala klubové koncerty a také účinkovala na některých festivalech jako například AKM festival, Rock Show Vráble nebo Bratislava New Generation-Day FM Festival

## Diskografie

### Studiová alba
- The Phenomenons of Pop (2010)

### Videoklipy
2011
- „Oua he“
- „You're My Mate“
- „Stars Are Memory“
- „For Sure“
- „Clothed in Roots and Fire“